# Arnhem Highway
De Arnhem Highway is een autoweg in het Noordelijk Territorium in Australië. De weg verbindt het stadje Jabiru in het Nationaal park Kakadu met de Stuart Highway, 35 kilometer ten zuiden van Darwin.